# واکنش فون ریشتر
واکنش فون ریشتر (به انگلیسی: Von Richter reaction)، همچنین بازآرایی فون ریشتر (به انگلیسی: von Richter rearrangement) نیز نامیده می‌شود، یک نام واکنش در شیمی آلی است. نام آن از ویکتور فون ریشتر گرفته شده‌است، که این واکنش را در سال ۱۸۷۱ کشف کرد. این واکنش شامل برهمکنش ترکیبات نیترو آروماتیک با پتاسیم سیانید در اتانول آبی و تولید محصول استخلافی سین (جایگزینی در حلقه که منجر به اتصال استخلاف جدید در مجاورت محل گروه قبلی خارج شده می‌شود) توسط یک گروه کربوکسیل می‌شود.

## طرح کلی واکنش
واکنش زیر نمونه کلاسیک تبدیل p-برومونیتروبنزن به m-بروموبنزوئیک اسید را نشان می‌دهد.
واکنش نوعی جانشینی هسته‌دوست آروماتیک است. علاوه بر مشتقات استخلافی برمو-، کلرو- و یدو-نیتروآرن، مشتقات پر استخلاف‌تر نیز می‌توانند به عنوان بسترهای این واکنش استفاده شوند. با این حال، بازده آن‌ها عموماً ضعیف تا متوسط هستند و درصد بازدهی از ۱ تا ۵۰ درصد متغیر است.